# Bohóciskola
A Bohóciskola 1965-ben bemutatott magyar bábfilm, amelyet Foky Ottó írt és rendezett. Az animációs játékfilm zenéjét Jeleb Ervin szerezte. A mozifilm a Pannónia Filmstúdióban készült.

## Cselekmény
Egy vörös hajú kisfiú azt hiszi, hogy bohóckodni a legkönnyebb. Nagyot csalódik, amikor ráébred, hogy a bohócoknak is sokat kell tanulniuk.

## Alkotók
- Író, bábtervező és rendező: Foky Ottó
- Zeneszerző: Jeleb Ervin
- Operatőr: Jávorszky László
- Hangmérnök: Bélai István
- Vágó: Czipauer János
- Díszlettervező: Magyarkúti Béla
- Színes technika: Dobrányi Géza, Kun Irén
- Munkatársak: Lambing Antal, Márta Mihály, Szabó László, Szamosi Sándor, Sánta Béla
- Gyártásvezető: Bártfai Miklós

Készítette a Pannónia Filmstúdió.

## Díjai
- 1965, Bécs dicsérő oklevél[1]